# 神廚
《神廚》（英語：Rookie Chef），是一部於2016年上映的喜劇電影，由任容萱、王柏傑、陸弈靜、陳博正、蔡昌憲、袁艾菲、李唯楓、布魯斯、檢場、納豆、阿Ken、陳漢典領銜主演。台灣於2016年2月5日上映。本片獲得文化部101年度票房獎勵製作國產電影片補助金1,705萬元。

## 劇情簡介
在廚藝界失傳百年的絕學秘笈「姜家膳本」，意外在姜阿嬤(陸弈靜 飾)家的牆壁破土而出。
她的孫女姜七寶(任容萱 飾)跟死黨們等五個年輕人受姜阿嬤所託，決定以祖傳膳本裡的菜單為特色，做出味震四方的料理！帶著女兒離家出走的吳志明(王柏傑 飾) 知道「姜家膳本」竟然現身後，便要求擔任餐廳顧問。 
都是孤兒出身的姜七寶五人，對吳志明的女兒樂樂(許萱樂 飾)疼愛有加，在樂樂常受到父親責罵冷落下，而與吳志明經常刀叉相向！但整體來說樂樂與吳志明相處仍算良善。樂樂的外公(檢場 飾)是個德高望重的大廚師，他的女兒詩詩(李千娜 飾)嫁給吳志明之後，卻因過勞而病逝，樂樂外公在不諒解的狀況下爭取樂樂監護權，吳志明無業也無特別收入證明的情況下無法留住樂樂被帶至外公家，眾人對無法留住樂樂失望至極。
失去老婆、萬念俱灰的吳志明透露前來此地的目的，原來他只是個騙子，當初想將廚界視為珍品的姜家膳本偷走對外販售賺取大筆金錢後一走了之，眾人對吳志明失望憤怒之際，因為希望讓樂樂回來而願意幫助吳志明重新振作，眾人照著姜家膳本的食譜開了姜家小館，吳志明開始認真學習姜家廚藝與改變之前的糜爛態度，後來得到七寶等人給予的收入與租屋證明爭取樂樂監護權。吳志明至法院開庭之際七寶一行人瞞著吳志明開著餐車到法院聲援，並讓吳志明在法官與樂樂外公面前大展這段期間所學的廚藝證明洗心革面，樂樂外公在看到吳志明的努力與懺悔後同意和解，樂樂也回到吳志明身邊，最後雙方一同在姜家小館圍桌吃飯。

## 演員陣容
| 演員姓名 | 角色名稱 | 介紹 |
| 任容萱   | 姜七寶   | 姜家後人，有廚藝的天賦。                                                                                       |
| 王柏傑   | 吳志明   | 樂樂的爸爸，和岳父關係緊張，一開始是整天想發大財，又不好好照顧女兒的父親，遇見七寶一行人後，開始學著改變自己。 |
| 陸弈靜   | 姜阿嬤   | 七寶的奶奶，十分疼愛樂樂                                                                                       |
| 陳博正   | 郭木勝   | 二虎的爺爺，和七寶的奶奶是老朋友                                                                               |
| 蔡昌憲   | 賈大膽   | 七寶的死黨，三花的情人，綽號是唉唉叫哥哥，擅長刀工。                                                           |
| 袁艾菲   | 曾三花   | 七寶的死黨，大膽的情人，在雜貨店賣檳榔，擅長雕花藝術。                                                         |
| 李唯楓   | 郭二虎   | 七寶的死黨，負責維修自行車的，跟在七寶身邊也學得一身好廚藝。                                                   |
| 禾浩辰   | 五塊肌   | 七寶的死黨，塊頭較大，擅長抓魚和處理海鮮                                                                       |
| 檢場     | 趙師傅   | 亞洲鴨王，樂樂的外公，和女婿關係緊張，與志明搶奪監護權，最後被志明所做的水餃打動，雙方和好。                   |
| 納豆     | 郵差     | 常常被七寶一行人欺負的郵差，曾到七寶奶奶的茶葉蛋攤位上買茶葉蛋。                                               |
| 阿Ken    | 主持人   | 孝親楷模大會的主持人。                                                                                         |
| 陳漢典   | 律師     | 趙師傅請來的律師，油嘴滑舌。                                                                                   |

### 其他角色
| 演員姓名 | 角色名稱 | 介紹 |
| 許萱樂   | 樂樂     | 天真可愛的小女孩，和七寶一行人打成一片，真心希望吃到爸爸煮的菜。                                                   |
| 李千娜   | 趙詩詩   | 樂樂的媽媽，因為在廚房做事還要照顧小孩，最後過勞而病逝。                                                           |
| 卜學亮   | 法官     | 志明上訴時開庭審案的法官，十足吃貨。                                                                               |
| 陳世旻   | 陳仔     | 地方黑道大哥，因七寶奶奶借據未還清，故而想霸佔七寶奶奶的房子，最後被七寶奶奶和七寶之間的感情所打動，轉而幫助他們。 |
| 徐浩軒   | 六粒     | 陳仔手下。 |
| 張瓊姿   | 趙夫人   | 趙師傅的妻子，樂樂的外婆。                                                                                         |
| 林利霏   | 姜夫人   | 姜雲生的妻子，在官兵到來時硬生生地和丈夫分離了。                                                                   |
| 黃維德   | 姜雲生   | 姜家祖先，被關禁閉時沒事做，寫下了姜家膳譜，輾轉流傳到七寶一行人的手裡。                                           |

## 電影歌曲
| 曲別   | 歌名           | 演唱者 | 作詞   | 作曲   |
| 主題曲 | 張三的歌       | 蕭敬騰 |        |        |
| 插曲   | 想你的人沒有睡 | 蕭敬騰 | 陳冠蒨 | 陳冠蒨 |
| 插曲   | 愛的箴言       | 蕭敬騰 | 羅大佑 | 羅大佑 |
| 插曲   | Fighting       | 蔡昌憲 | 馬嵩惟 |        |

## 工作人員
- 出品人：
- 製片人：蔣明燁
- 監製：
- 導演：馮凱
- 編劇：
- 製作公司：濟湧影業股份有限公司

## 外部連結
- 神廚的Facebook專頁
- 互联网电影数据库（IMDb）上《神廚》的资料（英文）
- AllMovie上《神廚》的资料（英文）
- Yahoo奇摩電影上《神廚》的資料（繁體中文）
- 開眼電影網上《神廚》的資料（繁體中文）
- 香港影庫上《神廚》的資料（繁體中文）
- 时光网上《神廚》的資料（简体中文）
- 豆瓣电影上《神廚》的資料 （简体中文）

| 台灣 東森電影台 週日晚間9點全台首播 |
| ----------------------------------- |
| 神廚 2016.07.31                     |